# Kazimierz Urbaniak (porucznik)
Kazimierz Urbaniak (ur. 24 lutego 1901, zm. 4 kwietnia 1927 w Toruniu) – porucznik piechoty Wojska Polskiego (zdegradowany do szeregowca), agent Abwehry.

## Życiorys
Urodził się 24 lutego 1901 w rodzinie Ignacego, administratora majątku Chłapowskiego w powiecie kościańskim. Po utworzeniu Wojska Polskiego wstąpił do niego jako ochotnik. 1 czerwca 1921 pełnił służbę w Okręgowej Szkole Podoficerskiej Nr 6, a jego oddziałem macierzystym był 60 pułk piechoty. 3 maja 1922 został zweryfikowany w stopniu podporucznika ze starszeństwem z dniem 1 października 1920 i 1066. lokatą w korpusie oficerów piechoty. Awansował na porucznika ze starszeństwem z dniem 1 października 1922 w korpusie piechoty. W 1923 pełnił służbę w 60 pułku piechoty w Ostrowie Wielkopolskim, a od następnego roku w 66 pułku piechoty w Chełmnie, którego I batalion był detaszowany w Chojnicach. 15 sierpnia 1926 został przeniesiony do 1 batalionu strzelców w Chojnicach.
W 1925 bądź 1926 został zwerbowany przez swojego kolegę pułkowego, porucznika Pawła Piontka do działalności szpiegowskiej na rzecz niemieckiego wywiadu – Abwehry. W listopadzie 1926 został aresztowany przez polski kontrwywiad. W poniedziałek 4 kwietnia 1927 wyrokiem Wojskowego Sądu Okręgowego Nr VIII w Grudziądzu został skazany za „zdradę tajemnicy wojskowej na rzecz państwa ościennego” na degradację, wydalenie z wojska, pozbawienie praw obywatelskich i karę śmierci przez rozstrzelanie. Wyrok został zatwierdzony przez dowódcę Okręgu Korpusu Nr VIII, generała dywizji Leona Berbeckiego. Prezydent RP Ignacy Mościcki nie skorzystał z prawa łaski. Wyrok został wykonany tego samego dnia o godz. 19.10 w Forcie Żółkiewskiego w Toruniu.
W 1988 na kanwie afery szpiegowskiej poruczników Pawła Piontka i Krzysztofa Urbaniaka powstały dwa odcinki (5. i 6.) serialu telewizyjnego „Pogranicze w ogniu”. W postać filmowego porucznika „Rubanka” wcielił się Janusz Sadowski.